# Angst, självdestruktivitetens emissarie
Angst, självdestruktivitetens emissarie è il terzo album del gruppo black metal svedese Shining, pubblicato nel 2002.

## Tracce
1. Mörda dig själv... – 9:08
2. Svart industriell olycka – 8:06
3. Självdestruktivitetens emissarie – 8:30
4. Submit to Self-Destruction – 7:13
5. Till minne av daghen – 4:23
6. Fields of Faceless – 10:21

## Formazione
- Niklas Kvarforth - voce, chitarra
- Phil A. Cirone - basso
- Insis - chitarra
- Jan Axel Blomberg - batteria